# Peszawar
Peszawar (ang. Peshawar, urdu پشاور, Paśawar) – miasto w północnym Pakistanie liczące około 1 439 205 mieszkańców (2014). Stolica prowincji Chajber Pasztunchwa (d. Północno-Zachodniej Prowincji Pogranicznej).
Będąc miastem starożytnym, od wieków Peszawar był centrum handlu i kwitnącym ośrodkiem buddyjskim pomiędzy subkontynentem indyjskim, Afganistanem i Azją Centralną. Przemysł tekstylny, obuwniczy i garncarski.
Ludność Peszawaru to głównie Pasztuni, grupa etniczna zamieszkująca głównie Afganistan, dlatego Peszawar był w czasie inwazji ZSRR na Afganistan centrum politycznym antyradzieckich mudżahedinów.
Od lat w Peszawarze znajduje się duża grupa uchodźców afgańskich.